# Zwanburgermolen
De Zwanburgermolen in Warmond is een in 1805 gebouwde ronde stenen poldermolen, die eerdere wipmolen verving. De molen staat op het eiland Zwanburgerpolder in de Kagerplassen. De molen bemaalde met behulp van een scheprad met een middellijn van 5,50 m. de Zwanburgerpolder, ten tijde van de bouw van de molen 233 ha. groot. In de jaren 70 werd een groot deel van de polder afgegraven voor zandwinning, waarbij de recreatieplas 't Joppe ontstond. De molen heeft de polder bemalen totdat in 1959 een scheur in de bovenas werd geconstateerd.
In 1960 was de Zwanburgermolen de eerste molen die in bezit kwam van de Rijnlandse Molenstichting. De molen bemaalt nu op vrijwillige basis het ca. 84 ha. grote restant van de Zwanburgerpolder. De baard van de molen is versierd met een zwaan.
De molen heeft de status rijksmonument.